# 氯气生产
氯气可以通过从天然材料中提取，包括氯化钠溶液的电解和其他方式产生。

## 气体提取
可以通过电解氯化钠溶液（盐水）来制造氯气，这被称为氯碱法。氯气的产生导致副产品苛性钠（氢氧化钠、NaOH）和氢气（H2 ）。这两种产品以及氯本身具有高反应性。氯气也可以通过电解氯化钾溶液来生产，在这种情况下，副产品是氢气和苛性钾（氢氧化钾）。通过电解氯化物溶液提取氯的工业方法有三种，均按以下方程式进行：
阴极： 2H+(aq) + 2e- → H2(g)
阳极：2Cl-(aq) → Cl2(g) + 2e-

整体反应：2NaCl（或KCl）+ 2H2O → Cl2 + H2 + 2NaOH（或KOH）

### 汞电池电解
汞电池电解，是 19 世纪末用于工业规模生产氯气的第一种方法。  多年来，使用的“摇摆”电池已得到改进。 今天，在“原电池”中，将包覆有铂（以前称为石墨阳极）的钛阳极置于流过液态汞阴极的氯化钠（或钾）溶液中。当施加电位差并且电流流动时，氯在钛阳极处释放，钠（或钾）溶解在汞阴极中形成汞齐。此连续地流入到单独的反应器，其中它通常是转换回汞通过与水，产生氢气和氢氧化钠（或钾）在商业上有用的浓度（质量比约为50％）。然后通过位于底部的泵将汞循环到原电池。
据估计，全世界仍有大约 100 家汞电池工厂在运行。在日本，到 1987 年，基于汞的氯碱生产实际上已被淘汰（2003 年关闭的最后两个氯化钾装置）。在美国，到 2008 年底将只有 5 家汞厂仍在运行。在欧洲，2006 年汞电池占产能的 43%，西欧生产商已承诺到 2020 年关闭或转换所有剩余的氯碱汞工厂。 

### 隔膜电解槽（双极）
在隔膜电解槽电解中，石棉（或聚合物纤维）隔膜将阴极和阳极隔开，防止在阳极形成的氯与在阴极形成的氢氧化钠和氢气重新混合。 这项技术也是在十九世纪末发展起来的。
盐溶液被连续送入阳极室并通过隔膜流向阴极室，在阴极室中产生苛性碱，而盐水被部分耗尽。因此，隔膜法产生的碱非常稀（约 12%）且纯度低于汞电池法。
隔膜电池不存在防止汞排放到环境中的问题；它们还可以在较低的电压下运行，从而比汞电池方法节省能源， 但如果将苛性碱蒸发到 50% 的浓度，则需要大量的蒸汽。

### 膜电解
这项技术的发展始于 1970 年代。电解池被充当阳离子交换剂的阳离子渗透膜分成两个“部分”。饱和氯化钠（或钾）溶液通过阳极室，以较低浓度离开。 氢氧化钠（或钾）溶液通过阴极室循环，以更高的浓度排出。离开电解池的一部分浓氢氧化钠溶液作为产物转移，而剩余部分用去离子水稀释并再次通过电解装置。
这种方法比隔膜电池更有效，可以生产浓度约为 32% 的非常纯的氢氧化钠（或钾），但需要非常纯的盐水。

### 其他电解工艺
尽管涉及的生产规模要小得多，但电解隔膜和膜技术在工业上也用于从盐酸溶液中回收氯，产生氢气（但没有苛性碱）作为副产品。
此外，熔融氯化物盐的电解（达斯工艺）也能够产生氯，在这种情况下，作为金属钠或镁制造的副产品。

## 其他方法
在使用电解方法生产氯气之前，在 迪肯工艺中使用氧气（经常暴露在空气中）直接氧化氯化氢：
4HCl + O2 → 2Cl2 + 2H2O
另一个较早的生产氯气的方法是用酸和二氧化锰加热盐水。
2NaCl + 2H2 SO4 + MnO2 → Na2SO4 + MnSO4 + 2H2O + Cl2↑
使用这个过程，化学家舍勒是第一个在实验室中分离出氯的人。锰可以通过韦尔登法回收。 
通过将浓盐酸放入带有侧臂和橡胶管的烧瓶中，可以在实验室中制造少量氯气。然后加入二氧化锰并塞住烧瓶。该反应不会大量放热。由于氯的密度比空气大，因此可以通过将试管放入烧瓶中置换空气来轻松收集氯。装满后，可以将收集瓶塞住。
在实验室中产生少量氯气的另一种方法是在次氯酸钠或氯酸钠溶液中加入浓盐酸（通常约为 5 M）。
高锰酸钾加入盐酸可产生氯气。
2KMnO4 + 16HCl→ 2KCl + 2MnCl +8H2O+5Cl2↑

## 膜工业生产
大规模生产氯气涉及多个步骤和多台设备。该工厂还同时生产氢氧化钠（苛性钠）和氢气。一个典型的工厂包括盐水生产/处理、电池操作、氯气冷却和干燥、氯气压缩和液化、液氯储存和装载、苛性碱处理、蒸发、储存和装载以及氢气处理。

### 冷却和干燥
由于出口气体的温度可能超过 80°C，并且含有使氯气腐蚀铁管道的水分，因此必须冷却和干燥离开电池线的氯气。冷却气体允许来自盐水的大量水分从气流中冷凝出来。冷却还提高了压缩和随后的液化阶段的效率。理想的氯出口温度在 18°C 和 25°C 之间。冷却后，气流通过一系列带有逆流硫酸的塔。这些塔逐渐从氯气中去除任何残留的水分。在离开干燥塔后，氯被过滤以去除任何剩余的硫酸。

### 压缩和液化
可以使用几种压缩方法：液环式、往复式或离心式。氯气在这个阶段被压缩，并且可以通过中间冷却器和后冷却器进一步冷却。压缩后，它流向液化器，在那里它被冷却到足以液化。作为液化系统压力控制的一部分，不凝性气体和剩余的氯气被排出。这些气体被输送到气体洗涤器，生产次氯酸钠，或用于生产盐酸（通过与氢气燃烧）或二氯乙烷（通过与乙烯反应）。

### 储存和装载
液氯通常通过重力送入储罐。它可以通过泵装载到铁路或公路罐车中，也可以用压缩干燥气体填充。

### 氢气处理
作为副产品生产的氢气可以未经处理直接排放到大气中，或者冷却、压缩和干燥以用于现场的其他过程，或通过管道、钢瓶或卡车出售给客户。一些可能的用途包括盐酸或制造过氧化氢，以及脱硫的石油，或用作燃料在锅炉或燃料电池。

### 能源消耗
氯的生产非常耗能。 单位重量产品的能耗不低于钢铁制造而高于玻璃或水泥的生产。 
由于电是生产氯气不可缺少的原料，因此无法降低电化学反应所对应的能耗。节能主要是通过应用更高效的技术和减少辅助能源使用来实现的。